# Dyscia dagestana
Dyscia dagestana är en fjärilsart som beskrevs av Eugen Wehrli 1934. Dyscia dagestana ingår i släktet Dyscia och familjen mätare. Inga underarter finns listade i Catalogue of Life.